# John W. Murphy (Politiker, 1874)
John W. Murphy (* 1874 in Paris, Illinois; † 10. April 1947 ebenda) war ein US-amerikanischer Jurist und Politiker (Demokratische Partei).

## Werdegang
John W. Murphy wurde 1874 im Edgar County geboren und wuchs dort auf. Über seine Jugendjahre ist nichts bekannt. Er studierte irgendwann Jura. In der Folgezeit war er als Staatsanwalt im Edgar County tätig. 1904 zog er in das Arizona-Territorium und ließ sich dort in Globe (Gila County) nieder. In der Folgezeit war er als Gila County Attorney tätig. Murphy saß in der 1. Arizona State Legislature. Er wurde 1922 zum Attorney General von Arizona gewählt und in den Jahren 1924 und 1926 wiedergewählt – ein Posten, den er von 1923 bis 1929 bekleidete.
Am 10. April 1947 verstarb er im Haus seiner Schwester in Paris (Illinois), als er dort zu Besuch war.